# Patsy (Comores)
Pour les articles homonymes, voir Patsy.
Patsy est un village de l’île d’Anjouan aux Comores. Selon le recensement de 1991, le village comptait 932 habitants.